# Nova Esperança do Piriá
Nova Esperança do Piriá là một đô thị thuộc bang Pará, Brasil. Đô thị này có diện tích 2809,984 km², dân số năm 2007 là 22236 người, mật độ 7,91 người/km².